# بطاقة الدفع

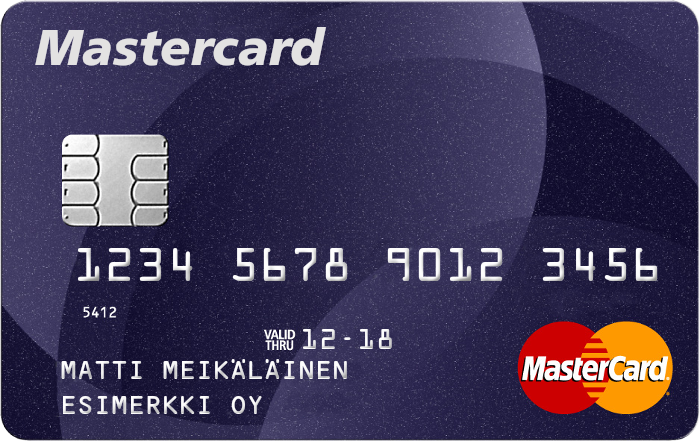

بطاقة الدفع هي البطاقة التي يمكن استخدامها من قبل حاملها وتكون مقبولة لدى التاجر لإتمام إجراءات الشراء أو في دفع أي التزامات أخرى. وهناك عدة أنواع من بطاقات الدفع المتاحة في السوق والتي لديها عدة خصائص مشتركة. بعض بطاقات الدفع تكون بطاقات بارزة من البلاستيك ذات ابعاد 85.60 × 53.98 ملم، المطابقة مع مواصفات ISO/IEC 7810 ID-1 القياسية، البعض الآخر عبارة عن بطاقات منقوش عليها رقم البطاقة والبنك بشكل بارز بالتوافق مع المواصفات ISO/IEC 7812 القياسية للترقيم.

## أهم نوعين من البطاقات
لا تخلط بين بطاقة الائتمان وبطاقة الخصم، فالأولى تُمثل اقتراض والثانية عبارة عن رصيدك الحالي في البنك.

### بطاقة الخصم المباشر (Debit Card)
هي بطاقة إلكترونية بلاستيكية صادرة من البنوك مرتبطة بحساب جاري أو حساب توفير، وتُستعمل في عمليات الدفع والشراء والسحب النقدي، ويتم خصم قيمة السحب أو المدفوعات من الرصيد الموجود بالحساب، وهي الموصى بها بالنسبة لبطاقة الخصم المباشر لا يوجد ما يسمى بمعدل الفائدة أو نسبة الربح السنوي وذلك لأن المبلغ الذي تسحبه أو تنفقه من خلال البطاقة يتم خصمه من رصيدك الحقيقي.

### البطاقة الإئتمانية(Credit card)
هي بطاقة إلكترونية بلاستيكية صادرة من البنوك أو مؤسسة مالية (شركات التمويل)، وتُستعمل في عمليات الدفع والشراء والسحب النقدي عن طريق الدَين، كما يوجد لها سقف ائتماني محدّد يسمى (الحد الأعلى للدين)، يوجد في هذا النوع من البطاقات معدل فائدة أو نسبة ربح سنوية ويُطبق هذا المصطلح على البطاقة الائتمانية بعد انتهاء فترة السماح الخاصة بها، حيث يتم احتساب معدل الفائدة أو نسبة الربح السنوي على أساس المبلغ المستحق.
مثلا: لو استخدمت بطاقةً ائتمانية واشتريت بقيمة 10,000 ريال من الحد الائتماني (المبلغ الذي تستطيع استدانته من البطاقة)، وعند صدور الفاتورة قام البنك بخصم 5٪ من قيمة الفاتورة، قيمة الفاتورة 10 آلاف ريال والـ 5٪ هي 500 ريال، المبلغ المتبقي لسداده 9500 ولكن سيقوم البنك بإضافة 2.2٪ على هذا المبلغ في الفاتورة القادمة ليصبح المبلغ المتبقي 9500 + 209 = 9709 ريال، مع ملاحظة أن تكلفة التمويل 2.2٪ تختلف من بطاقة لأخرى حسب البنك، فإذا استكملت بالدفع بنسبة 5% (الحد الأدنى للدفع) فستنتهي من تسديد المبلغ كاملا بعد 7 سنوات، لذا من الأفضل أن تسدد كامل المبلغ عند تاريخ الاستحقاق وهنا لا يقوم البنك بتحميلك أي رسوم.
فترة السماح: أو ما تسمى بفترة الإعفاء من الفوائد، هذا المصطلح مرتبط بالبطاقة الإئتمانية فقط، حيث تُوفّر البنوك وشركات التمويل ميزة استخدام الرصيد المتاح في البطاقة دون فرض أي فوائد على المبلغ المستحق خلال فترة زمنية معينة يحددها البنك.

## أنواعهـا
عادة، ترتبط بطاقة الدفع إلكترونيا بـحساب أو عدة حسابات تابعة لحامل البطاقة. قد تكون هذه الحسابات حسابات ودائع أو حسابات ائتمان. وهناك عدد من بطاقات الدفع بما في ذلك:

### بطاقة الائتمان
أهم ما يميز بطاقة الائتمان هو أن مصدر البطاقة يقوم بانشاء حساب للمستهلك (أو حامل البطاقة) مما يمكن حامل البطاقة من الاقتراض للدفع للتاجر حال اتخاذ قرار الشراء أو حتى السحب نقدا مقدما. وتصدر معظم بطاقات الائتمان من قبل أو من خلال البنوك المحلية أو الاتحادات الائتمانية، بعض شركات بطاقات الائتمان توفر بطاقاتهـا مباشرة للجمهور بدون وسيط.
بطاقة الائتمان تختلف عن بطاقة الشحن، حيث تتطلب بطاقة الشحن أن يتم دفع كامل المبلغ المسحوب كل شهر. في المقابل، بطاقات الائتمان تسمح للمستهلكين بسداد اجزاء من المبالغ المقترضه في مقابل سداد فائدة على الجزء المتبقي.

### بطاقة السحب الآلي
الميزة الرئيسية في بطاقة السحب الآلي (المعروفة أيضا باسم بطاقة مصرفية) هو أنه عندما يقوم حامل البطاقة بإجراء عملية شراء فإنه يتم سحب أموال الشراء مباشرة إما من الحساب المصرفي، أو من الرصيد المتبقي على البطاقة. في بعض الحالات يتم إصدار بطاقات للاستخدام حصريا على شبكة الإنترنت، وعلى ذلك لا يكون هناك أي بطاقة مادية يتم تداولها.
وقد أصبح استخدام بطاقات السحب الآلي يتم على نطاق واسع في العديد من البلدان حتى انها فاقت استخدام الشيكات، وفي بعض الحالات المعاملات النقدية من حيث الحجم. مثل بطاقات الائتمان تستخدم بطاقة السحب الآلي على نطاق واسع لدفع تكاليف مكالمات الهاتف والشراء عبر الإنترنت، وعلى عكس بطاقات الائتمان يتم تحويل الأموال من الحساب المصرفي طرف حاملها بدلا من قيام حملها بدفع قيمة مشترياته لاحقا.
تمكن بطاقات السحب الآلي أيضا من السحب النقدي الفوري بوصفها نوع من بطاقات الصراف الآلي، أيضا تمكن البطاقة حاملها من طلب «استرداد النقود» من التجار، حيث يمكن للعميل سحب مبالغ نقدية جنبا إلى جنب مع مشترياتهم.

### بطاقة الصراف الآلي
بطاقة الصراف الآلي (المعروفة تحت عدد من الأسماء) هي بطاقة صادرة عن مؤسسة مالية يمكن استخدامها في ماكينة الصراف الآلي (ATM) للمعاملات مثل: الإيداعات والسحوبات النقدية، والحصول على معلومات الحساب، وغيرها من أنواع المعاملات، وفي كثير من الأحيان من خلال شبكات بين البنوك وبعضها. بطاقات الائتمان أو السحب قد تعمل أيضا كبطاقات الصراف الآلي.